# Naradka włosista
Naradka włosista (Androsace chamaejasme) – gatunek rośliny należący do rodziny pierwiosnkowatych. Występuje w Alpach i w Karpatach. W Polsce wyłącznie w Tatrach (roślina tatrzańska), gdzie jest dość pospolity.

## Morfologia
PokrójNiewielka roślina darniowa (osiąga wysokość do 10 cm). Oprócz pędów kwiatowych wytwarza również płonne różyczki liściowe.
ŁodygaWzniesiony, nierozgałęziający się i silnie, kosmato owłosiony głąbik o brunatnozielonym zabarwieniu. Włoski są dłuższe od grubości głąbika.
LiścieSkupione są w gęstej przyziemnej różyczce. Są lancetowate, ostro zakończone i mają odstająco owłosione brzegi. Ich długość wynosi do 1,4 cm.
KwiatySkupione po kilka kwiatów w baldachowaty, gęsty kwiatostan na szczycie głąbika. Wyrastają na krótkich i owłosionych szypułkach, również kielich jest owłosiony. 5 białych, talerzykowato rozpostartych płatków korony o elipsowatym kształcie tworzy koronę o średnicy 6-9 mm. Gardziel korony żółta, a w głębi czerwona.
OwocPękająca ząbkami na szczycie torebka o jajowatym kształcie z ciemnobrunatnymi nasionami o średnicy ok. 2 mm.

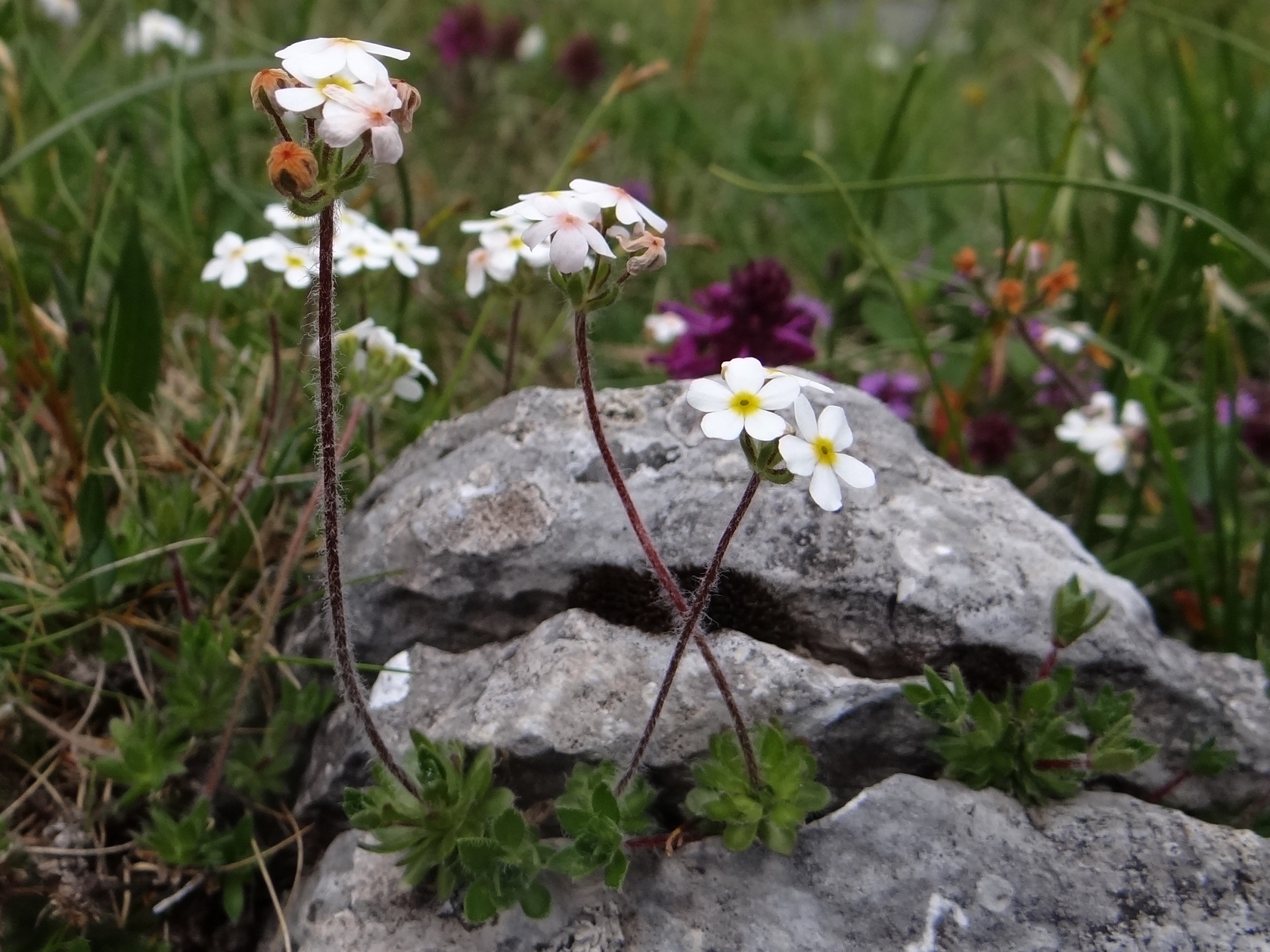
Pokrój
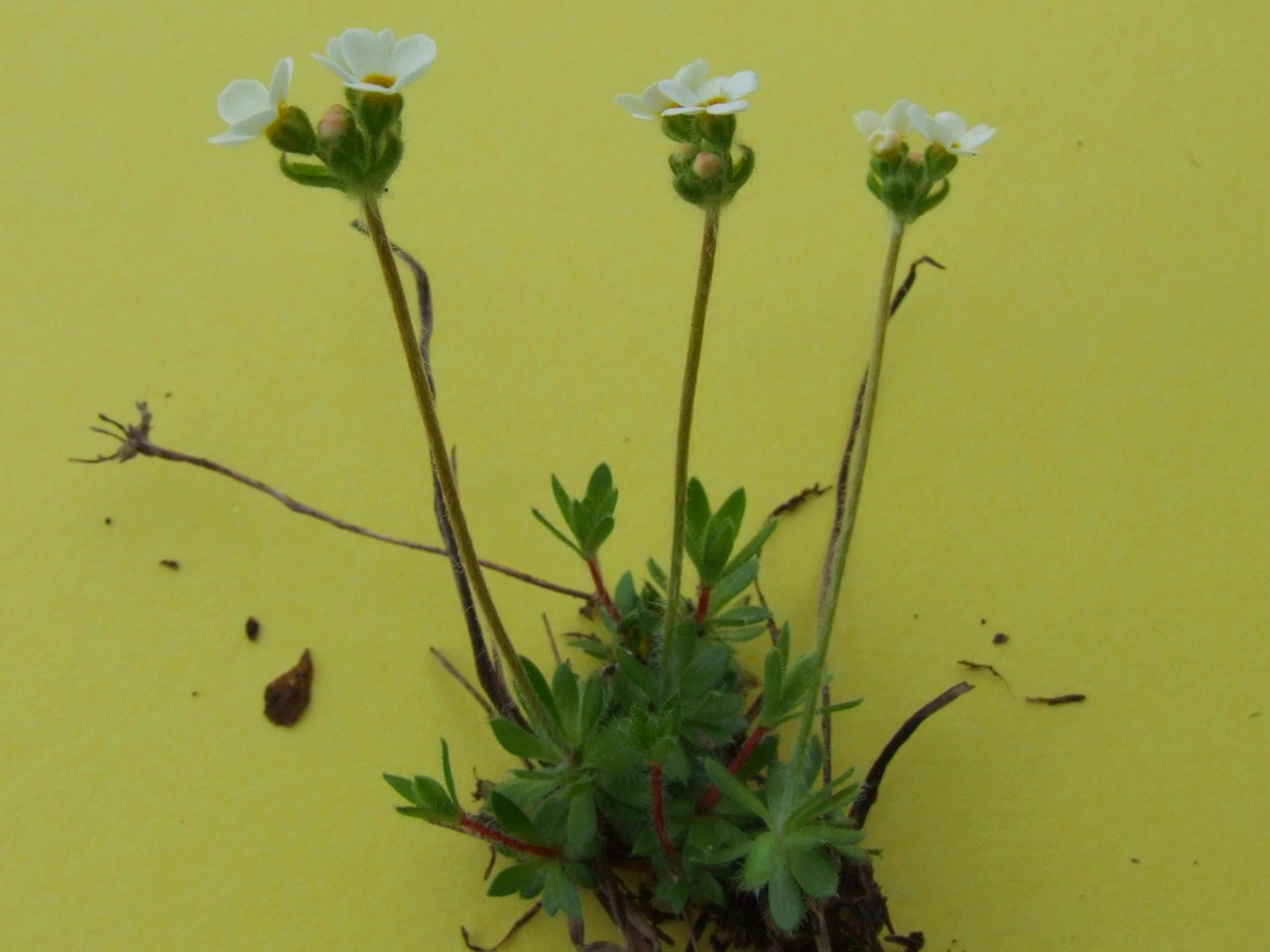
Pokrój
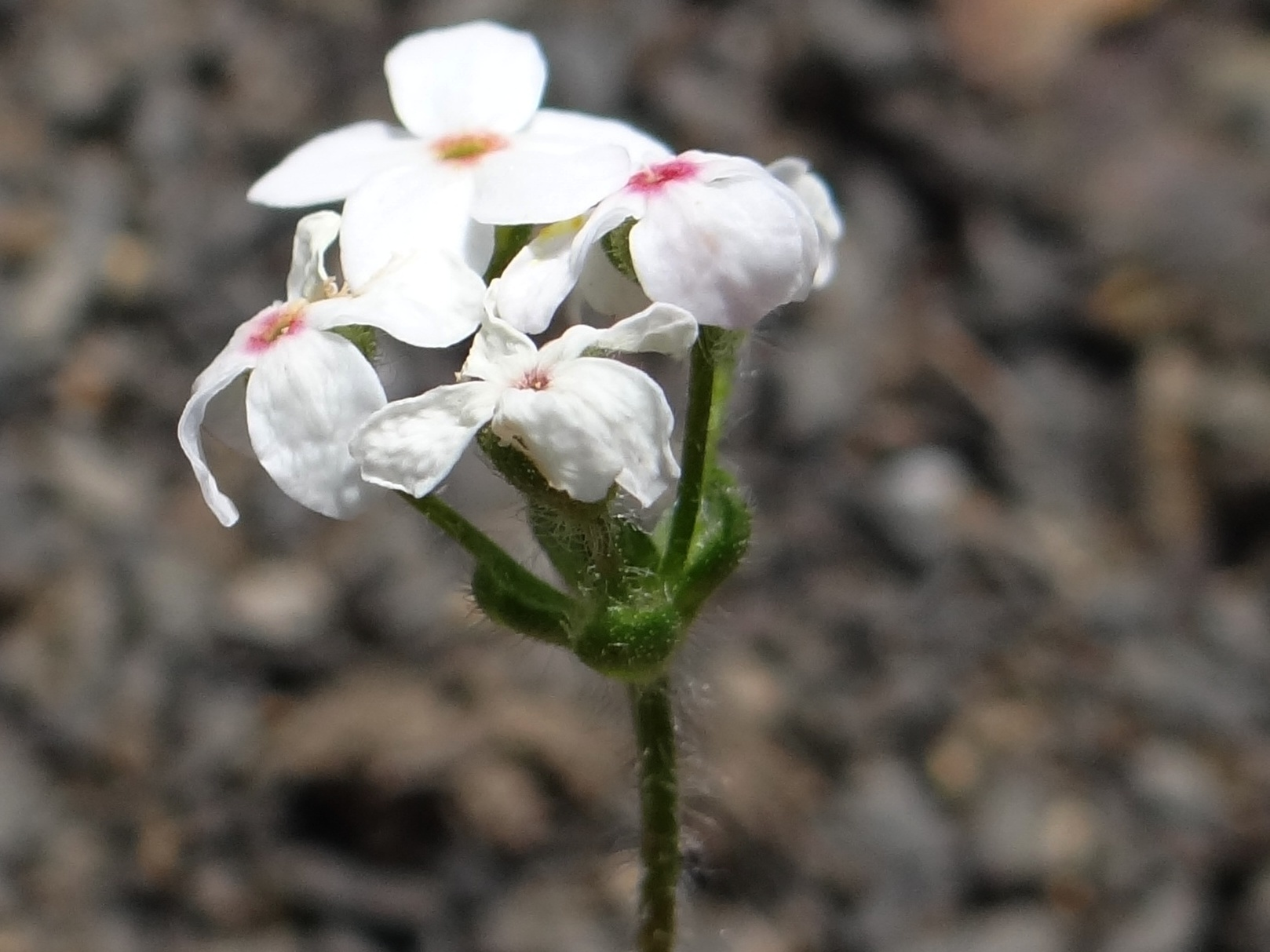
Kwiaty

## Biologia i ekologia
Bylina. Kwitnie od czerwca do sierpnia. Siedlisko: hale górskie, skały, murawy. Kalcyfit, rosnący wyłącznie na wapiennym podłożu. W Tatrach występuje od regla górnego (sporadycznie również w reglu dolnym) po piętro halne, głównym jej ośrodkiem występowania jest piętro kosówki. Gatunek charakterystyczny dla Ass. Festuceto versicoloris-Seslerietum.